# Checupa curvivena
Checupa curvivena là một loài bướm đêm trong họ Noctuidae.